# Pasquale Cappuccio
Pasquale Cappuccio (Napoli, 21 agosto 1934 – Ottaviano, 13 settembre 1978) è stato un avvocato e politico italiano, vittima della Camorra.

## Biografia
Consigliere comunale nelle liste del Partito Socialista di Ottaviano, denuncia più volte la collusione della politica con la malavita in riferimento ad appalti e speculazioni edilizie, nel cuore dell'impero criminale di Raffaele Cutolo.
Viene ucciso in un agguato il 13 settembre 1978, mentre si trova in auto con la moglie, ferita solo lievemente.
Salvatore La Marca, ex sindaco di Ottaviano, ex assessore provinciale, imprenditore del ciclo dei rifiuti, fu accusato di essere mandante dell'omicidio, ma fu assolto in primo grado per insufficienza di prove.

## Memoria
In ricordo dell'avvocato, nasce nel 2010 l'Associazione forense "Pasquale Cappuccio" con "lo scopo di tutelare nelle sedi competenti la figura del tecnico del diritto, incentivando l'aggiornamento culturale e professionale, interagendo con il Consiglio dell'Ordine degli Avvocati di Nola nell'attività culturale e professionale nel Circondario".

Pasquale Cappuccio è ricordato ogni anno il 21 marzo nella Giornata della Memoria e dell'Impegno di Libera, la rete di associazioni contro le mafie, che in questa data legge il lungo elenco dei nomi delle vittime di mafia e fenomeni mafiosi.